# Samuel D. Gross
Samuel David Gross, född 8 juli 1805 i Easton, Pennsylvania, död 6 maj 1884 i Philadelphia, var en amerikansk läkare. 

## Biografi
Gross blev medicine doktor 1828 och professor i patologisk anatomi vid Medical College i Cincinnati 1835 samt var 1856–82 professor i kirurgi vid Jefferson Medical College i Philadelphia. Han var en av sin tids främsta amerikanska läkare och utövade en mycket omfattande författarverksamhet.